# ألفونسو الثالث ملك أشتوريش
ألفونسو الثالث (848م تقريبًا – ديسمبر 910م)، الملقب بالعظيم، ملك ليون وجليقية وأشتوريش منذ عام 866م وحتى وفاته، وهو ابن وخليفة الملك أردونيو الأول ملك أشتوريش. تعده المصادر المعاصرة، أقدم «إمبراطور لإسبانيا»، كما لُقّب بلقب «أمير كل جليقية».
لا يعرف الكثير عن ألفونسو الثالث، أكثر من نجاحه في تعزيز مملكته مستغلاً ضعف الدولة الأموية في الأندلس. قاتل ألفونسو ضد المسلمين، وحقق عددًا من الانتصارات. رغم ذلك كانت مملكته أضعف من دولة المسلمين، مما أضطره أحيانًا لدفع الجزية.
هزم ألفونسو المتمردين البشكنس في عام 867م، إضافة لتمرد آخر في جليقية. وغزا بورتو وقلمرية عامي 868م و 878م على الترتيب. وفي حوالي عام 869م، شكّل حلفًا مع مملكة نافارا، عززه بمصاهرة عن طريق زواجه من خيمينا ابنة غارسيا إنيغيز ملك نافارا، كما زوّج أخته ليوديغنديا لأحد أمراء نافارا.
كما أمر بإنشاء ثلاث سجلات تدوّن، لتثبيت نظرية كون مملكة أشتوريش هي الوريث الشرعي لمملكة القوط الغربيين القديمة. كما كان راعيًا للفنون، كجده. وقد بنى ألفونسو كنيسة سانتو أدريانو دي تونيون. ووفقًا لخطاب يعود لعام 906م، فقد رتّب ألفونسو لشراء «التاج الامبراطوري» من كاتدرائية تورز.
وقبل عام من وفاته، تمرد ثلاثة من أبنائه، وأجبروه على التنازل عن العرش، وتقسيم المملكة بينهم. فأصبح الابن البكر غارسيا ملكًا على ليون، والثاني أردونيو ملكًا على جليقية، أما الثالث فرويلا فأصبح ملكًا على أشتوريش. توفي ألفونسو في سمورة، وربما عام 910م. إلا أن ابنه غارسيا مات دون وريث، فأصبح أخيه أردونيو ملكًا على ليون، الذي مات أيضًا وأولاده ما زالوا صغار، ليوحد فرويلا المملكة من جديد. وتسببت وفاته في سلسلة من الصراعات الضروس التي أدت إلى عدم استقرار المملكة لأكثر من قرن.

## روابط خارجية
- ألفونسو الثالث ملك أشتوريش على موقع الموسوعة البريطانية (الإنجليزية)
- تحوي هذه المقالة معلومات مترجمة من الطبعة الحادية عشرة لدائرة المعارف البريطانية لسنة 1911 وهي الآن ضمن الملكية العامة.